# Liste der Baudenkmäler in Duisburg-Meiderich/Beeck
Die Liste der Baudenkmäler in Duisburg-Meiderich/Beeck enthält die denkmalgeschützten Bauwerke auf dem Gebiet des Stadtbezirks Duisburg-Meiderich/Beeck in Nordrhein-Westfalen (Stand: 1. Januar 2025). Diese Baudenkmäler sind in der Denkmalliste der Stadt Duisburg eingetragen; Grundlage für die Aufnahme ist das Denkmalschutzgesetz Nordrhein-Westfalen (DSchG NRW).

## Liste der Baudenkmäler in Duisburg-Meiderich/Beeck
| Bild                                             | Bezeichnung                                              | Lage                                                                         | Beschreibung | Bauzeit             | Eingetragen seit  | Denkmal- nummer |
| ------------------------------------------------ | -------------------------------------------------------- | ---------------------------------------------------------------------------- | --- | ------------------- | ----------------- | --------------- |
| Beeckerwerth-Siedlung                            | Beeckerwerth-Siedlung                                    | Beeckerwerth Ahrstraße u. a. Adressen siehe rechts Karte                     | von der Gewerkschaft Friedrich Thyssen am Rheinufer angelegte Großsiedlung, zunächst als Siedlung „Rheindeich“ bezeichnet, für Arbeiter der Zeche Beeckerwerth zugehörige Adressen Ahrstraße 1 Ahrstraße 3 Ahrstraße 5 Ahrstraße 7 Ahrstraße 9 Ahrstraße 11 Ahrstraße 13 Ahrstraße 15 Ahrstraße 17 Ahrstraße 19 Ahrstraße 21 Ahrstraße 23 Ahrstraße 25 Ahrstraße 27 Ahrstraße 29 Ahrstraße 31 Ahrstraße 32 Ahrstraße 33 Ahrstraße 34 Ahrstraße 35 Ahrstraße 36 Ahrstraße 37 Ahrstraße 38 Ahrstraße 39 Ahrstraße 40 Ahrstraße 41 Ahrstraße 42 Ahrstraße 43 Ahrstraße 44 Ahrstraße 45 Ahrstraße 46 Ahrstraße 47 Ahrstraße 48 Ahrstraße 49 Ahrstraße 50 Ahrstraße 51 Ahrstraße 53 Bodendorfer Straße Breibergstraße 1 Breibergstraße 2 Breibergstraße 3 Breibergstraße 4 Breibergstraße 5 Breibergstraße 6 Breibergstraße 8 Breibergstraße 10 Breibergstraße 12 Drachenfelsstraße 17 Drachenfelsstraße 18 Drachenfelsstraße 19 Drachenfelsstraße 20 Drachenfelsstraße 21 Drachenfelsstraße 22 Drachenfelsstraße 23 Drachenfelsstraße 24 Drachenfelsstraße 25 Drachenfelsstraße 26 Drachenfelsstraße 27 Drachenfelsstraße 28 Drachenfelsstraße 29 Drachenfelsstraße 30 Drachenfelsstraße 31 Drachenfelsstraße 32 Drachenfelsstraße 33 Drachenfelsstraße 34 Drachenfelsstraße 35 Drachenfelsstraße 36 Drachenfelsstraße 37 Drachenfelsstraße 38 Drachenfelsstraße 39 Drachenfelsstraße 40 Drachenfelsstraße 41 Drachenfelsstraße 42 Drachenfelsstraße 43 Drachenfelsstraße 44 Drachenfelsstraße 45 Drachenfelsstraße 46 Haus-Knipp-Straße 18 Haus-Knipp-Straße 20 Haus-Knipp-Straße 22 Haus-Knipp-Straße 23 Haus-Knipp-Straße 24 Haus-Knipp-Straße 26 Haus-Knipp-Straße 27 Haus-Knipp-Straße 28 Haus-Knipp-Straße 29 Haus-Knipp-Straße 30 Haus-Knipp-Straße 31 Haus-Knipp-Straße 32 Haus-Knipp-Straße 33 Haus-Knipp-Straße 34 Haus-Knipp-Straße 35 Haus-Knipp-Straße 36 Haus-Knipp-Straße 37 Haus-Knipp-Straße 38 Haus-Knipp-Straße 39 Haus-Knipp-Straße 40 Haus-Knipp-Straße 41 Haus-Knipp-Straße 42 Haus-Knipp-Straße 43 Haus-Knipp-Straße 44 Haus-Knipp-Straße 45 Haus-Knipp-Straße 46 Haus-Knipp-Straße 47 Haus-Knipp-Straße 48 Haus-Knipp-Straße 49 Haus-Knipp-Straße 50 Haus-Knipp-Straße 51 Haus-Knipp-Straße 53 Haus-Knipp-Straße 55 Heimersheimer Straße 1 Heimersheimer Straße 2 Heimersheimer Straße 3 Heimersheimer Straße 4 Heimersheimer Straße 5 Heimersheimer Straße 6 Heimersheimer Straße 7 Heimersheimer Straße 8 Heimersheimer Straße 9 Heimersheimer Straße 10 Heimersheimer Straße 11 Heimersheimer Straße 12 Heimersheimer Straße 13 Heimersheimer Straße 14 Heimersheimer Straße 15 Heimersheimer Straße 16 Heimersheimer Straße 18 Heimersheimer Straße 20 Königswinterstraße 1 Königswinterstraße 3 Königswinterstraße 5 Königswinterstraße 7 Königswinterstraße 9 Löwenburgstraße 1 Löwenburgstraße 2 Löwenburgstraße 3 Löwenburgstraße 4 Löwenburgstraße 5 Löwenburgstraße 6 Löwenburgstraße 7 Löwenburgstraße 8 Löwenburgstraße 9 Löwenburgstraße 10 Löwenburgstraße 11 Löwenburgstraße 12 Löwenburgstraße 13 Löwenburgstraße 14 Löwenburgstraße 15 Löwenburgstraße 16 Löwenburgstraße 17 Löwenburgstraße 18 Löwenburgstraße 19 Löwenburgstraße 20 Löwenburgstraße 21 Löwenburgstraße 22 Löwenburgstraße 23 Löwenburgstraße 24 Löwenburgstraße 25 Löwenburgstraße 26 Löwenburgstraße 27 Löwenburgstraße 28 Löwenburgstraße 29 Löwenburgstraße 30 Löwenburgstraße 31 Löwenburgstraße 32 Löwenburgstraße 33 Löwenburgstraße 34 Löwenburgstraße 35 Löwenburgstraße 36 Löwenburgstraße 37 Löwenburgstraße 39 Löwenburgstraße 41 Löwenburgstraße 43 Neuenahrer Straße 1 Neuenahrer Straße 2 Neuenahrer Straße 3 Neuenahrer Straße 4 Neuenahrer Straße 5 Neuenahrer Straße 6 Neuenahrer Straße 7 Neuenahrer Straße 8 Petersbergstraße 1 Petersbergstraße 1a Petersbergstraße 1b Petersbergstraße 1c Petersbergstraße 1d Petersbergstraße 3 Petersbergstraße 4 Petersbergstraße 5 Petersbergstraße 6 Petersbergstraße 7 Petersbergstraße 8 Petersbergstraße 9 Petersbergstraße 10 Petersbergstraße 11 Petersbergstraße 12 Petersbergstraße 13 Petersbergstraße 14 Petersbergstraße 15 Petersbergstraße 16 Petersbergstraße 17 Petersbergstraße 18 Petersbergstraße 19 Petersbergstraße 20 Petersbergstraße 21 Petersbergstraße 22 Petersbergstraße 23 Petersbergstraße 24 Petersbergstraße 25 Petersbergstraße 26 Petersbergstraße 27 Petersbergstraße 28 Petersbergstraße 29 Petersbergstraße 30 Petersbergstraße 31 Petersbergstraße 32 Petersbergstraße 33 Petersbergstraße 34 Petersbergstraße 35 Petersbergstraße 36 Petersbergstraße 37 Petersbergstraße 38 Petersbergstraße 39 Petersbergstraße 40 Petersbergstraße 41 Rolandseckplatz 3 Rolandseckplatz 5 Siebengebirgsstraße 2 Siebengebirgsstraße 4 Siebengebirgsstraße 6 Siebengebirgsstraße 7 Siebengebirgsstraße 8 Siebengebirgsstraße 9 Siebengebirgsstraße 10 Siebengebirgsstraße 11 Siebengebirgsstraße 12 Siebengebirgsstraße 13 Siebengebirgsstraße 14 Siebengebirgsstraße 15 Siebengebirgsstraße 16 Siebengebirgsstraße 17 Siebengebirgsstraße 18 Siebengebirgsstraße 19 Siebengebirgsstraße 20 Siebengebirgsstraße 21 Siebengebirgsstraße 22 Siebengebirgsstraße 23 Siebengebirgsstraße 24 Siebengebirgsstraße 25 Siebengebirgsstraße 26 Siebengebirgsstraße 27 Siebengebirgsstraße 28 Siebengebirgsstraße 29 Siebengebirgsstraße 30 Siebengebirgsstraße 31 Siebengebirgsstraße 32 Siebengebirgsstraße 33 Siebengebirgsstraße 34 Siebengebirgsstraße 35 Siebengebirgsstraße 36 Siebengebirgsstraße 37 Siebengebirgsstraße 38 Siebengebirgsstraße 40 Sinziger Straße 1 Sinziger Straße 2 Sinziger Straße 3 Sinziger Straße 4 Sinziger Straße 5 Sinziger Straße 6 Sinziger Straße 7 Sinziger Straße 8 Sinziger Straße 9 Sinziger Straße 10 Sinziger Straße 11 Sinziger Straße 12 Sinziger Straße 13 Sinziger Straße 14 Sinziger Straße 15 Sinziger Straße 16 Sinziger Straße 17 Sinziger Straße 19 Walporzheimer Straße 1 Walporzheimer Straße 2 Walporzheimer Straße 3 Walporzheimer Straße 4 Walporzheimer Straße 5 Walporzheimer Straße 6 Walporzheimer Straße 7 Walporzheimer Straße 8 Walporzheimer Straße 9 Walporzheimer Straße 10 Walporzheimer Straße 11 Walporzheimer Straße 12 Walporzheimer Straße 13 Walporzheimer Straße 14 Walporzheimer Straße 15 Walporzheimer Straße 16 Walporzheimer Straße 17 Walporzheimer Straße 18 Walporzheimer Straße 19 Walporzheimer Straße 20 Walporzheimer Straße 21 Walporzheimer Straße 22 Walporzheimer Straße 23 Walporzheimer Straße 24 Walporzheimer Straße 25 Walporzheimer Straße 26 Walporzheimer Straße 27 Walporzheimer Straße 28 Walporzheimer Straße 29 Walporzheimer Straße 30 Walporzheimer Straße 31 Walporzheimer Straße 32 Walporzheimer Straße 33 Walporzheimer Straße 34 Walporzheimer Straße 35 Walporzheimer Straße 36 Walporzheimer Straße 37 Walporzheimer Straße 38 Walporzheimer Straße 39 Walporzheimer Straße 40 Walporzheimer Straße 41 Walporzheimer Straße 42 Walporzheimer Straße 43 Walporzheimer Straße 44 Walporzheimer Straße 45 Walporzheimer Straße 46 Walporzheimer Straße 47 Walporzheimer Straße 48 Walporzheimer Straße 49 Walporzheimer Straße 50 Walporzheimer Straße 51 Walporzheimer Straße 52 Walporzheimer Straße 53 Walporzheimer Straße 54 Walporzheimer Straße 55 Walporzheimer Straße 56 Walporzheimer Straße 57 Walporzheimer Straße 58 Walporzheimer Straße 59 Walporzheimer Straße 60 Walporzheimer Straße 61 Walporzheimer Straße 62 Walporzheimer Straße 63 Walporzheimer Straße 64 Walporzheimer Straße 65 Walporzheimer Straße 66 Walporzheimer Straße 67 Walporzheimer Straße 68 Walporzheimer Straße 69 Walporzheimer Straße 70 Walporzheimer Straße 71 Walporzheimer Straße 73 Walporzheimer Straße 75 Walporzheimer Straße 77 Walporzheimer Straße 79 Walporzheimer Straße 81 Walporzheimer Straße 83 Walporzheimer Straße 85 Walporzheimer Straße 87 Walporzheimer Straße 89 Walporzheimer Straße 91 Walporzheimer Straße 93 Walporzheimer Straße 95 Walporzheimer Straße 97 Walporzheimer Straße 99 Walporzheimer Straße 101 Walporzheimer Straße 103 Walporzheimer Straße 105 Ölbergstraße 5 Ölbergstraße 6 Ölbergstraße 7 Ölbergstraße 8 Ölbergstraße 9 Ölbergstraße 10 Ölbergstraße 11 Ölbergstraße 12 Ölbergstraße 13 Ölbergstraße 14 Ölbergstraße 15 Ölbergstraße 16 Ölbergstraße 17 Ölbergstraße 18 Ölbergstraße 19 Ölbergstraße 20 Ölbergstraße 21 Ölbergstraße 22 Ölbergstraße 23 Ölbergstraße 24 Ölbergstraße 25 Ölbergstraße 26 Ölbergstraße 27 Ölbergstraße 28 Ölbergstraße 29 Ölbergstraße 30 Ölbergstraße 31 Ölbergstraße 32 Ölbergstraße 33 Ölbergstraße 34 Ölbergstraße 35 Ölbergstraße 37 Ölbergstraße 39 Ölbergstraße 41 | 1922–1924 1928      | 24. Juli 2000     | 507             |
| weitere Bilder                                   | Pumpwerk Alte Emscher                                    | Beeck Alsumer Straße 7 Karte                                                 | Von Alfred Fischer entworfen, war das Pumpwerk „Alte Emscher A“ das erste der Emschergenossenschaft. Durch die niedrige Lage der Emscher, deren Wasser zu Beginn des 20. Jahrhunderts verschmutzt und somit gesundheitsgefährdend war, sowie die Absenkungen aufgrund des Bergbaus kam es zu vielen Überschwemmungen. Zur Verhinderung dieser wurde das kreisförmige Gebäude, Innendurchmesser 41 m, erbaut. Der frei gespannte Betonkuppelbau ist 24,5 Meter hoch. | 1914                | 8. September 1999 | 502             |
| weitere Bilder                                   | Bahnhof Duisburg-Meiderich Süd                           | Mittelmeiderich Am Bahnhof 10 Karte                                          | umfasst die komplette Bahnhofsanlage mit Vorplatz, Empfangsgebäude, Bahnsteigunterführung, Bahnsteigen und Konstruktionsdetails; sehr gut erhaltenes Beispiel eines Bahnhofs des Heimatstils | 1911–1912           | 2. August 1985    | 1               |
| weitere Bilder                                   | Siedlung „An der Vogelwiese“                             | Beeckerwerth An der Vogelwiese Adressen siehe rechts Karte                   | auf ehemaligem Eisenbahngelände errichtete Typenhaus-Siedlungsanlage der Hüttenwerke Ruhrort-Meiderich; Sie besteht aus zwölf eingeschossigen, symmetrisch gegliederten Doppelhäusern in Fachwerkkonstruktion mit niedrigen, traufständigen Satteldächern. zugehörige Adressen An der Vogelwiese 1 An der Vogelwiese 2 An der Vogelwiese 3 An der Vogelwiese 4 An der Vogelwiese 5 An der Vogelwiese 6 An der Vogelwiese 7 An der Vogelwiese 8 An der Vogelwiese 9 An der Vogelwiese 10 An der Vogelwiese 11 An der Vogelwiese 12 An der Vogelwiese 13 An der Vogelwiese 14 An der Vogelwiese 15 An der Vogelwiese 16 An der Vogelwiese 17 An der Vogelwiese 18 An der Vogelwiese 19 An der Vogelwiese 20 An der Vogelwiese 21 An der Vogelwiese 22 An der Vogelwiese 23 An der Vogelwiese 24 | 1949                | 28. Mai 1999      | 501             |
| weitere Bilder                                   | ehemalige Evangelische Kirche Apostelstraße              | Laar Apostelstraße 58 Karte                                                  | Architekt: Fritz Niebel | 1907–1908           | 10. Dezember 2021 | 741             |
| weitere Bilder                                   | Brotfabrik mit Wohnhaus und Nebengebäuden                | Beeck Arnold-Overbeck-Straße 58 Karte                                        | unter den Bauherren Arnold und Wilhelm Overbeck errichtete ehemalige Simonsbrot-Fabrik, dass das nach Gustav Simons benannte Simonsbrot, ein Vollkornbrot aus Malzkorn (heute unter der Marke Lieken Urkorn vertrieben), herstellte; Es handelt sich um eine U-förmige Anlage, Teile der Nebengebäude inklusive des Vorderhauses entstanden erst um 1918. | 1904 1917–1918      | 23. November 2011 | 629             |
| weitere Bilder                                   | Evangelische Kirche Meiderich                            | Mittelmeiderich Auf dem Damm 6 Karte                                         | Kirchturm inschriftlich auf 1502 datiert; Nach archäologischen Untersuchungen enthält dieser aber noch Reste älterer Vorgängerbauten im Mauerwerk. Die Kirche wurde erbaut auf dem Grund der ehemaligen Katholischen Kirche St. Georg, die 1862 bei Umbauarbeiten einstürzte und dann abgerissen wurde. Daraufhin wurde das neue, neugotische Schiff nach außen hin aus Backstein errichtet. Im Inneren befindet sich zentral der gotisierende Predigtraum. | 1862–1863           | 13. März 1985     | 40              |
| Lehrerdenkmal                                    | Lehrerdenkmal                                            | Mittelmeiderich Auf dem Damm 6 Karte                                         | Das Denkmal aus Sandstein befindet sich auf dem Vorplatz der Evangelischen Kirche. Es ist fünf Meter hoch, hat die Form einer Fiale und ist drei Lehrern der Evangelischen Pfarrschule Meiderich von ihren Schülern gewidmet worden. | 1877                | 23. April 1990    | 167             |
| weitere Bilder                                   | Stahlsche Mühle                                          | Obermeiderich Bahnhofstraße 35 Karte                                         | Windmühle aus unverputztem Backstein, durch ihre Lage direkt an den Wohnhäusern mit zu wenig Wind versorgt, 1904 auf elektrischen Betrieb umgestellt, 1929 stillgelegt; Die Flügel wurden demontiert, erhalten ist nur der konische Turmstumpf. | 1858                | 18. Juni 1985     | 97              |
| weitere Bilder                                   | Beamtenwohnungen                                         | Bruckhausen Bayreuther Straße 40/42/44/46 Kronstraße 9A/11/13/15/17/19 Karte | in zwei Bauabschnitten errichteter Wohnhauskomplex für die Beamten der Gewerkschaft Deutscher Kaiser (GDK); Es handelt sich um einen dreigeschossigen Zweiflügelbau mit Erkern, Risaliten und Walmdach. Nach schweren Kriegsbeschädigungen ergab sich vor allem in der Kronstraße eine geänderte Fassadengliederung. | 1910–1912           | 29. Juli 2010     | 609             |
| weitere Bilder                                   | Katholische Herz-Jesu-Kirche                             | Obermeiderich Brückelstraße 79 Karte                                         | | 1953–1954           | 3. Dezember 2020  | 720             |
| Wohngebäude                                      | Wohngebäude                                              | Bruckhausen Dieselstraße 66/68/70 Karte                                      | ursprünglich als Arbeiterwohnhaus von der Gewerkschaft Deutscher Kaiser angelegter, dreiteiliger, zweigeschossiger Putzbau, heute genutzt als Familienzentrum im Verbund und städtische Kindertageseinrichtung | 1912–1913           | 28. Juli 1994     | 343             |
| Grundschule Dislichstraße                        | Grundschule Dislichstraße                                | Untermeiderich Dislichstraße 3 Karte                                         | | 1887 1913           | 22. Juli 2014     | 650             |
| weitere Bilder                                   | Siedlung Ratingsee                                       | Obermeiderich Emmericher Straße u. a. Adressen siehe rechts Karte            | neben der Diergardtsiedlung und der Dickelsbachsiedlung eine von drei Typen-Siedlungen, die unter anderem von Stadtbaurat Heinrich Bähr und Stadtbaurat Hermann Bräuhäuser geplant und aufgrund der Wohnungsnot nach dem Ersten Weltkrieg, der Inflation und der Ruhrbesetzung erbaut wurde zugehörige Adressen Emmericher Straße 152 Emmericher Straße 154 Emmericher Straße 156 Emmericher Straße 158 Emmericher Straße 160 Emmericher Straße 162 Emmericher Straße 164 Emmericher Straße 166 Emmericher Straße 168 Emmericher Straße 170 Emmericher Straße 172 Emmericher Straße 174 Emmericher Straße 176 Emmericher Straße 178 Emmericher Straße 180 Emmericher Straße 182 Emmericher Straße 184 Emmericher Straße 186 Emmericher Straße 188 Emmericher Straße 190 Emmericher Straße 192 Emmericher Straße 194 Emmericher Straße 196 Emmericher Straße 198 Emmericher Straße 200 Emmericher Straße 202 Emmericher Straße 204 Emmericher Straße 206 Emmericher Straße 208 Emmericher Straße 210 Heukamp 1 Heukamp 2 Heukamp 3 Heukamp 4 Hüttekamp 1 Hüttekamp 2 Hüttekamp 3 Hüttekamp 4 Hüttekamp 5 Hüttekamp 6 Hüttekamp 7 Hüttekamp 8 Hüttekamp 10 Hüttekamp 12 Hüttekamp 14 Hüttekamp 16 Hüttekamp 18 Hüttekamp 20 Kornstraße 25 Kornstraße 27 Kornstraße 29 Kornstraße 31 Kornstraße 33 Kornstraße 35 Kornstraße 37 Kornstraße 39 Kornstraße 41 Kornstraße 43 Kornstraße 45 Kornstraße 47 Kornstraße 49 Kornstraße 51 Kornstraße 53 Kornstraße 55 Kornstraße 57 Kornstraße 59 Kornstraße 61 Kornstraße 63 Kornstraße 65 Kornstraße 67 Kornstraße 69 Kornstraße 71 Kornstraße 73 Kornstraße 75 Kornstraße 77 Kornstraße 79 Kornstraße 81 Roggenkamp 2 Roggenkamp 4 Roggenkamp 6 Roggenkamp 21 Roggenkamp 23 Roggenkamp 24 Roggenkamp 25 Roggenkamp 26 Roggenkamp 27 Roggenkamp 28 Roggenkamp 29 Roggenkamp 30 Roggenkamp 31 Roggenkamp 32 Roggenkamp 33 Roggenkamp 34 Roggenkamp 35 Roggenkamp 36 Roggenkamp 37 Roggenkamp 38 Roggenkamp 39 Roggenkamp 40 Roggenkamp 41 Roggenkamp 42 Roggenkamp 43 Roggenkamp 44 Roggenkamp 45 Roggenkamp 46 Roggenkamp 47 Roggenkamp 48 Roggenkamp 49 Roggenkamp 50 Roggenkamp 51 Roggenkamp 52 Roggenkamp 53 Roggenkamp 54 Roggenkamp 55 Roggenkamp 56 Roggenkamp 57 Roggenkamp 58 Roggenkamp 59 Roggenkamp 60 Roggenkamp 61 Roggenkamp 62 Roggenkamp 63 Roggenkamp 64 Roggenkamp 65 Roggenkamp 66 Roggenkamp 67 Roggenkamp 68 Roggenkamp 69 Roggenkamp 70 Roggenkamp 71 Roggenkamp 72 Roggenkamp 73 Roggenkamp 74 Roggenkamp 75 Roggenkamp 76 Roggenkamp 77 Roggenkamp 78 Untergard 5 Untergard 7 Untergard 9 Untergard 11 Untergard 13 Untergard 15 Untergard 17 Untergard 19 Untergard 20 Untergard 22 Untergard 24 Untergard 26 Untergard 27 Untergard 28 Untergard 29 Untergard 30 Untergard 31 Untergard 32 Untergard 33 Untergard 34 Untergard 35 Untergard 36 Untergard 37 Untergard 38 Untergard 39 Untergard 40 Untergard 41 Untergard 42 Untergard 43 Untergard 44 Untergard 45 Untergard 46 Untergard 47 Untergard 48 Untergard 49 Untergard 50 Untergard 51 Untergard 52 Untergard 53 Untergard 54 Untergard 55 Untergard 56 Untergard 58 Untergard 60 Untergard 62 Untergard 64 Untergard 66 Untergard 68 Untergard 70 Untergard 72 Untergard 74 | 1927–1928           | 26. November 1998 | 475             |
| weitere Bilder                                   | ehemaliges Thyssen-Hochofenwerk Meiderich                | Obermeiderich Emscherstraße 71 Karte                                         | Wo der heutige, von Peter Latz angelegte Landschaftspark Duisburg-Nord liegt, war von 1902 bis 1985 das Hüttenwerk Meiderich in Betrieb. Es wurde 1901 von August Thyssen gegründet und bis 1908 fertiggestellt, es besaß fünf Hochöfen, von denen noch drei erhalten sind. Heute gehört der Landschaftspark zur Europäischen Route der Industriekultur. | 1901–1908           | 26. Mai 2000      | 506             |
| BW                                               | ehemaliges Katholisches Pfarrhaus St. Laurentius         | Beeck Flottenstraße 12 Karte                                                 | | 1905–1906           | 16. Dezember 2021 | 736             |
| ehemalige Katholische Pfarrkirche St. Laurentius | ehemalige Katholische Pfarrkirche St. Laurentius         | Beeck Flottenstraße 14 Karte                                                 | | 1904–1906           | 14. Dezember 2021 | 735             |
| Jüdischer Friedhof Beeck                         | Jüdischer Friedhof Beeck                                 | Beeck Friedhofstraße Karte                                                   | | ab 1890             | 1. Juli 2014      | 660             |
| weitere Bilder                                   | Oberhof                                                  | Beeck Friedrich-Ebert-Straße 364 Karte                                       | zweigeschossiger, fünfachsiger Backsteinbau im Stil der niederrheinischen Renaissance, die in Duisburg nur bei wenigen Gebäude vertreten ist; Der alte Adelssitz aus dem 9. Jahrhundert besitzt an den Schmalseiten vierachsig angelegte, dreifach gestufte, geschweifte Giebel. | 1665                | 26. März 1985     | 74              |
| weitere Bilder                                   | Evangelische Kirche Beeck                                | Beeck Friedrich-Ebert-Straße 370 Karte                                       | vermutlich als Kapelle für den Oberhof (Denkmal-Nr. 74) im 10. Jahrhundert errichtet; Der heutige, ursprünglich einschiffige Kirchenbau stammt aus dem 15. Jahrhundert. Nachträglich wurde das Kirchenschiff um 1844 ausführlich umgebaut und renoviert, um schmale Seitenschiffe aus Werkstein ergänzt. 1834 wurde der Westturm erneuert. Seit dem 17. Jahrhundert ist die Beecker Kirche ein evangelisches Gotteshaus. | 15. Jh.             | 26. März 1985     | 73              |
| weitere Bilder                                   | ehemaliges Hauptpostamt                                  | Mittelmeiderich Gabelsbergerstraße 4 Karte                                   | dreigeschossiges Gebäude im Stil des Historismus mit starken Einfluss der Renaissance mit rechtwinkligem Grundriss, Mansarddach und wechselnden Naturstein- und Putzfassaden; bis November 2011 als Meidericher Postfiliale genutzt | 1911                | 11. Mai 1989      | 158             |
| BW                                               | ehemaliges St.-Josefhaus                                 | Beeck Gotenstraße 87 Karte                                                   | | 1912                | 16. Dezember 2021 | 737             |
| BW                                               | Neue Hauptverwaltung der ehemaligen August-Thyssen-Hütte | Bruckhausen Kaiser-Wilhelm-Straße 100 Karte                                  | Architekt: Gerhard Weber | 1958–1963 1971–1972 | 2. Dezember 2020  | 721             |
| weitere Bilder                                   | Beamten-Doppelwohnhaus                                   | Bruckhausen Kronstraße 3/5 Karte                                             | späthistoristisches, spiegelsymmetrisches Beamten-Doppelwohnhaus der Gewerkschaft Deutscher Kaiser mit zwei Vollgeschossen | 1904                | 30. Mai 2012      | 615             |
| BW                                               | Direktoren- und Beamtenwohnhaus                          | Bruckhausen Kronstraße 10 Karte                                              | Ensemble von repräsentativen Direktoren- und Beamtenwohnhäusern der Gewerkschaft Deutscher Kaiser, entworfen vom Architekten Peter Grund | 1922                | 4. Juni 2012      | 606             |
| weitere Bilder                                   | Direktoren- und Beamtenwohnhäuser                        | Bruckhausen Kronstraße 18/18a/20/20a Karte                                   | Ensemble von repräsentativen Direktoren- und Beamtenwohnhäusern der Gewerkschaft Deutscher Kaiser, entworfen vom Architekten Peter Grund | 1922                | 4. Juni 2012      | 606             |
| BW                                               | Grabsteine der Grablege Schulte-Marxloh                  | Beeck Lange Kamp Karte                                                       | Die zwei Grabsteine befinden sich auf der Familiengruft Schulte-Marxloh, der erste wurde 1727 aus Sandstein geschaffen und ist damit einer der ältesten erhaltenen Grabsteine Duisburgs, die zweite Grabplatte stammt aus dem 19. Jahrhundert. | 1727 1897           | 3. Juni 2003      | 528             |
| Wohngebäude mit Apotheke                         | Wohngebäude mit Apotheke                                 | Beeck Marktplatz 6 Karte                                                     | ortsbildprägendes, dreigeschossiges, repräsentatives Backsteingebäude mit Apotheke im Erdgeschoss am Marktplatz des Stadtteils Beeck, erbaut nach Entwurf des Architekten Fritz Niebel | 1894–1895           | 23. Dezember 2015 | 681             |
| weitere Bilder                                   | Matenatunnel                                             | Bruckhausen Matenastraße Karte 1, Karte 2                                    | Der Straßenverlauf der Matenastraße geht zurück auf eine historische, bereits in vorindustrieller Zeit (1727) nachweisbare Verbindung bei der Bauerschaft Bruckhausen. Mit der Errichtung der Gewerkschaft Deutscher Kaiser, dem heutigen Thyssenkrupp-Werk, wurde der Straßenverlauf verändert und ein Tunnel zur Beibehaltung der Verbindung zwischen Bruckhausen und dem damaligen Dorf Alsum nötig. Der 400 Meter lange Straßentunnel enthielt bis zum Jahr 1965, in dem das Bauwerk mit dem Abgang Alsums an Bedeutung verlor, auf dem Fahrstreifen in Fahrtrichtung Bruckhausen Straßenbahnschienen. | 1909–1912           | 17. Januar 2012   | 632             |
| Evangelische Kirche Metzer Straße                | Evangelische Kirche Metzer Straße                        | Untermeiderich Metzer Straße 31 Karte                                        | | 1894–1896           | 25. Oktober 2019  | 714             |
| BW                                               | Siedlung „Neubreisacher Straße“                          | Obermeiderich Neubreisacher Straße Adressen siehe rechts Karte               | durch die Hüttenbetriebe Meiderich südlich des ehemaligen Hüttenwerks (Denkmal-Nr. 506, heute Landschaftspark Duisburg-Nord) angelegte historistische Siedlung, bestehend aus symmetrisch gegliederten, dreigeschossigen Mehrfamilienhäusern, die durch schmale Bauwiche getrennt sind, mit giebelständigen Satteldächern zugehörige Adressen Neubreisacher Straße 5a Neubreisacher Straße 5b Neubreisacher Straße 7 Neubreisacher Straße 9a Neubreisacher Straße 9b Neubreisacher Straße 11 Neubreisacher Straße 12a Neubreisacher Straße 12b Neubreisacher Straße 13a Neubreisacher Straße 13b Neubreisacher Straße 14a Neubreisacher Straße 14b Neubreisacher Straße 15a Neubreisacher Straße 16a Neubreisacher Straße 16b Neubreisacher Straße 17a Neubreisacher Straße 17b Neubreisacher Straße 19a Neubreisacher Straße 19b Neubreisacher Straße 21a Neubreisacher Straße 21b Neubreisacher Straße 23a Neubreisacher Straße 23b Neubreisacher Straße 25a Neubreisacher Straße 25b Neubreisacher Straße 27a Neubreisacher Straße 27b Neubreisacher Straße 28a Neubreisacher Straße 28b Neubreisacher Straße 29a Neubreisacher Straße 29b Neubreisacher Straße 30a Neubreisacher Straße 30b Neubreisacher Straße 31a Neubreisacher Straße 31b Neubreisacher Straße 32a Neubreisacher Straße 32b Neubreisacher Straße 33a Neubreisacher Straße 33b Neubreisacher Straße 34a Neubreisacher Straße 34b Neubreisacher Straße 35a Neubreisacher Straße 35b Neubreisacher Straße 36a Neubreisacher Straße 36b Neubreisacher Straße 37a Neubreisacher Straße 37b Neubreisacher Straße 38b Neubreisacher Straße 38a Neubreisacher Straße 39a Neubreisacher Straße 39b Neubreisacher Straße 41a Neubreisacher Straße 41b Neubreisacher Straße 43a Neubreisacher Straße 43b Neubreisacher Straße 45a Neubreisacher Straße 45b Neubreisacher Straße 47a Neubreisacher Straße 47b | 1906–1911           | 14. November 1994 | 344             |
| weitere Bilder                                   | Turm der ehemaligen Katholischen Liebfrauenkirche        | Bruckhausen Schulstraße Karte                                                | Der Turm ist der einzig erhaltene Teil der Liebfrauenkirche, deren ursprünglich ebenfalls denkmalgeschütztes Langhaus 1988 abgerissen wurde. | 1912–1915           | 14. Mai 1987      | 115             |
| weitere Bilder                                   | Evangelisches Gemeindehaus                               | Bruckhausen Schulstraße 41 Karte                                             | zweigeschossiges Backsteingebäude mit T-förmigem Grundriss und Satteldach; An der Frontseite befindet sich westlich ein dreiachsiger Kopfbau und rückwärtig ein Saalbau. | 1903                | 19. November 1995 | 384             |
| Wohnhaus                                         | Wohnhaus                                                 | Obermeiderich Varziner Straße 42 Karte                                       | unter Heinrich Stratenwerth erbautes zweieinhalbgeschossiges, traufständiges, dreiachsiges Wohnhaus mit farbig herausgehobener, historisierend gestalteter Straßenfassade, deren Fenster mit Säulen gestützt und mit Balustern sowie Kapitellen geschmückt sind | 1897                | 9. April 2008     | 572             |
| weitere Bilder                                   | Katholische Kirche St. Michael                           | Mittelmeiderich Von-der-Mark-Straße 68 Karte                                 | neogotische, dreischiffige Hallenkirche aus Backstein mit Querschiff, 1894 ergänztem Turm und einem Hoch- sowie einem Marienaltar aus der Bauzeit | 1883–1885           | 29. Dezember 1987 | 132             |
| weitere Bilder                                   | Wohngebäude                                              | Mittelmeiderich Weißenburger Straße 25/25a Karte                             | Das eingeschossige Wohnhaus aus Feldbrandsteinen mit Satteldach wurde um 1880 im Stil eines frühen Arbeiterwohnhauses errichtet. Im Hof befindet sich ein ehemaliges Bethaus. | um 1880             | 19. November 1995 | 383             |
| weitere Bilder                                   | Nebengebäude                                             | Mittelmeiderich Weißenburger Straße 25b Karte                                | Nordwestlich vom Wohnhaus Weißenburger Straße 25 befindet sich im Hof das von der evangelischen Freikirche etwa 1906 erbaute ehemalige Bethaus, das rechteckige Gebäude mit Pultdach dient mittlerweile als einfaches Nebengebäude und Lagerraum. | um 1906             | 19. November 1995 | 383             |
| weitere Bilder                                   | Wohngebäude                                              | Untermeiderich Weserstraße 32 Karte                                          | zweigeschossiges Wohnhaus mit Satteldach und polygonalem, gering vorspringendem Erker im 1. Obergeschoss | 1910                | 20. Mai 1997      | 434             |

## Ehemalige Baudenkmäler
| Bild                    | Bezeichnung                       | Lage                                                       | Beschreibung | Bauzeit   | Eingetragen seit  | Denkmal- nummer |
| ----------------------- | --------------------------------- | ---------------------------------------------------------- | --- | --------- | ----------------- | --------------- |
| Wohnhaus mit Gaststätte | Wohnhaus mit Gaststätte           | Bruckhausen Kaiser-Wilhelm-Straße 48 Dieselstraße 2A Karte | asymmetrisches, stumpfwinkliges, zweigeschossiges Eckgrundstück mit ausgebautem Dachgeschoss, Gaststätte „Schwarzer Diamant“ im Erdgeschoss und zwei zweigeschossigen Erkern jeweils auf der drittäußersten Achse; Abbruch im Februar 2014 | 1903–1904 | 17. Dezember 2010 | 614             |
| weitere Bilder          | Direktoren- und Beamtenwohnhäuser | Bruckhausen Kronstraße 6/8 Karte                           | Ensemble von repräsentativen Direktoren- und Beamtenwohnhäusern der Gewerkschaft Deutscher Kaiser, entworfen vom Architekten Peter Grund. Nach Leerstand zugunsten des Grüngürtels Duisburg-Nord abgerissen, die weiteren Gebäude Kronstraße 10 und Kronstraße 18/20 sind erhalten. | 1922      | 4. Juni 2012      | 606             |
| weitere Bilder          | Katholische Liebfrauenkirche      | Bruckhausen Schulstraße Karte                              | Der denkmalgeschützte Turm ist der einzig erhaltene Teil der ursprünglich denkmalgeschützten Liebfrauenkirche. Die nötige aufwändige Renovierung und Restaurierung war aufgrund der abnehmenden Mitgliederzahl für die Gemeinde finanziell nicht tragbar; so wurde Anfang 1988 das Langhaus abgerissen. Das neu erbaute kleinere Gotteshaus wird heute sowohl von Katholiken als auch russisch-orthodoxen Christen genutzt. | 1912–1915 | 14. Mai 1987      | 115             |
| BW                      | ehemaliges St. Elisabeth-Hospital | Mittelmeiderich Von-der-Mark-Straße 70 Karte               | Haupttrakt 1899 im frühen Stil des Historismus ursprünglich dreigeschossig errichtet, 1957 um eine Etage erweitert, symmetrisch gehalten; 1909 um einen, zur Straßenseite vorstehenden Westflügel, der stilistisch an den älteren Bau angeglichen ist, erweitert. Das Äußere ist im Stil der Neorenaissance angelegt, das Innere weist vorwiegend neogotische Formen auf. Es wurde zwischen 2006 und 2007 abgerissen.       | 1899 1909 | 21. Oktober 1987  | 130             |